# Say It Right
«Say It Right» (en español: «Dilo bien») es una canción interpretada por la cantante luso-canadiense Nelly Furtado, incluida en su tercer álbum de estudio, Loose, de 2006. Furtado, Timbaland y Danja la compusieron, y estos últimos dos la produjeron. Geffen Records la lanzó como el cuarto sencillo del álbum en Estados Unidos el 31 de octubre de 2006. De acuerdo con la cantante, las canciones «Here Comes the Rain Again» y «Sweet Dreams (Are Made of This)» de la banda Eurythmics fueron unas de las inspiraciones en las grabaciones de la canción. Además, afirmó que no ha podido explicar sobre qué habla el tema. Musicalmente, «Say It Right» pertenece a los géneros R&B, hip hop, dance pop, pop rock, urban y adult contemporary, y según el sitio UK Mix, la letra trata sobre una chica que ha terminado una relación pero que aún sigue esperando a que las cosas funcionen. En 2008 figuró en el disco 2008 Grammy Nominees y en la banda sonora de Wild Child, y en 2010 apareció en el primer álbum recopilatorio de la cantante, The Best of Nelly Furtado.
La canción obtuvo buenas reseñas por parte de los críticos, quienes apreciaron su producción. Por otro lado, tuvo una buena recepción comercial, ya que logró llegar al primer puesto de las listas de popularidad de ocho países, entre los que se encuentran Estados Unidos, Francia, Suiza y Nueva Zelanda. En febrero de 2007 se convirtió en el segundo número uno de Furtado en el Billboard Hot 100, tras «Promiscuous». Por su parte, en el Reino Unido logró ser el primer sencillo digital en entrar en el top 10 del UK Singles Chart sin haber sido lanzado en formato físico.
El dúo británico Rankin & Chris dirigió el videoclip de «Say It Right» y lo filmó en Los Ángeles (California) a finales de octubre de 2006. En él aparecen tomas faciales de Timbaland con Nelly en un fondo blanco. Según la intérprete, dichas escenas le recordaron la «extraña relación que tenían los miembros de Eurythmics». MTV lo estrenó en el programa Total Request Live (TRL) el 6 de noviembre de 2006, y Geffen Records lo publicó en iTunes Store ese mismo día. Los Much Music Video Awards le otorgaron tres nominaciones en las categorías de Muchmoremusic, vídeo favorito de un artista canadiense y mejor vídeo internacional por un artista o grupo canadiense, pero perdió ante «Far Away» de Nickelback en la primera y por «Girlfriend» de Avril Lavigne en las últimas dos. Pese a esto, MTV International lo certificó como vídeo platino, al tener más de 6 000 reproducciones en los canales de MTV.
Furtado interpretó «Say It Right» en diferentes ocasiones, como en los American Music Awards de 2006 y el XLIX Festival Internacional de la Canción de Viña del Mar de 2008.

## Antecedentes y lanzamiento

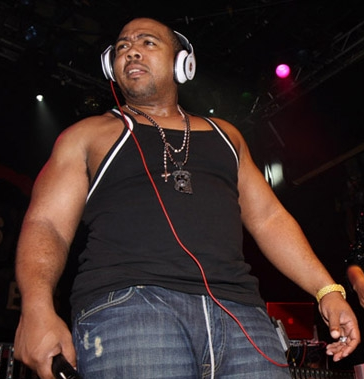
Timbaland colaboró en las voces de fondo de la canción.

El proceso de creación de la pista inició en el estudio de grabación una madrugada alrededor de las 3:00 y 4:00 a. m.. La cantante se empezó a sentirse cansada, debido a que tenía que levantarse temprano por su hija y porque Timbaland tenía horarios nocturnos extendidos. Cuando este la vio, le dijo: «Vete a casa, estás cansada, no creo que hoy logremos mucho más». Ella le contestó: «¿¡Ah, sí!?, ¿en serio?, te mostraré», e inició una sesión musical improvisada. Después, Nate Danja Hills y Timbaland se le unieron y juntos empezaron a escribir y producir, y de acuerdo con la cantante, ese proceso se intensificó mientras cantaba. El equipo usó cuatro micrófonos en la sala, por lo que la intérprete comentó que «cuando la escuchabas [sentías que] había muchas dimensiones. Ese tipo de sonidos hacen que [Timbaland parezca estar] en otro país». Luego escogieron los mejores coros y los perfeccionaron, antes de agregarle «reverberaciones y sonidos extraños de alienígenas». Además, la intérprete comentó que la canción afectó mucho a su voz. También añadió que: «[Cuando la escribimos] fue algo así como que se produjo de la nada. Estuvimos viendo Pink Floyd – The Wall en una pantalla grande todo el día sin sonido- así que creo que eso se reprodujo un poco en nuestro subconsciente». Finalmente, la incluyó en su tercer álbum de estudio, Loose, lanzado en 2006. En 2009, en una entrevista con Shock.com, afirmó que «Say It Right» es una de sus mejores canciones que nacieron de una confrontación, y agregó que: «Salió de repente, de la nada, y fue uno de esos momentos increíbles donde la presión te reta y de la tensión surge algo mágico».
El 30 de octubre de 2006, Geffen Records lanzó a «Say It Right» como el cuarto sencillo de Loose en la radio de Estados Unidos y el 16 de enero de 2007 como CD de audio que incluía una versión en directo de «Maneater». Asimismo, el 1 de diciembre del mismo año, la discográfica lo publicó como CD de audio en Canadá y el siguiente día en iTunes de Australia y Nueva Zelanda. En España e Irlanda, Geffen lanzó un EP en iTunes que incluía a una remezcla de la pista por Peter Rauhofer y la canción de la edición japonesa de Loose «What I Wanted». Asimismo, el sello lanzó a «Say It Right» en la mayoría de los países europeos el 2 de marzo de 2007 como el sexto sencillo del disco en dicho continente. El 26 de marzo, la discográfica publicó un EP de remezclas hechas por Peter Rauhofer, Manage Music, Dummies Club y Friscia & Lamboy. En el Reino Unido, se lanzó el 5 de marzo como sencillo digital, en el que figuraban una versión para radio, una en vivo y la pista «What I Wanted».

## Composición e inspiración

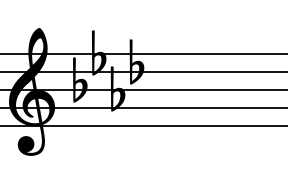
«Say It Right» está escrita en la tonalidad de fa menor.

«Say it Right» es una canción de los géneros R&B, hip hop, dance pop, pop rock, urban y adult contemporary, con una duración de tres minutos y cuarenta y tres segundos. Está interpretada con un moderado groove techno y está compuesta en la tonalidad de fa menor, con un compás de 4/4. Posee una percusión orgánica y prominente, mientras que la voz de Furtado es «ligera y libre». Su registro vocal se extiende desde la nota la ♭3 hasta la fa♯5. Además, la canción tiene un repetitivo fraseo melódico con una suave síncopa rítmica, y se le incorporan unos «¡eh!» de fondo. Timbaland canta la introducción, mientras que este último con Furtado y Jim Beanz colaboraron en las voces de fondo. Algunos críticos han tenido diferentes opiniones sobre el mensaje de la pista. Según el sitio UK Mix, la letra habla sobre una chica que ha terminado una relación pero que aún sigue esperando a que las cosas funcionen. De acuerdo con Plugged In, la protagonista se rinde ante un tipo del que está insegura, demostrado en «All of what I feel I could show you tonight» —en español: «Todo lo que siento puedo mostrártelo esta noche»—. Por otro lado, dijo que en las líneas «From my body I could show you a place God knows, you should know the space is holy» —en español: «De mi cuerpo puedo mostrarte un lugar que Dios conoce, debes saber que ese espacio es sagrado»—, habla sobre lo sagrado de la sexualidad. Después del tercer verso, se escucha una cuenta regresiva que no termina: «three, four...» —en español: «tres cuatro»—, mientras el sonido de fondo aumenta de volumen para disolverse lentamente.

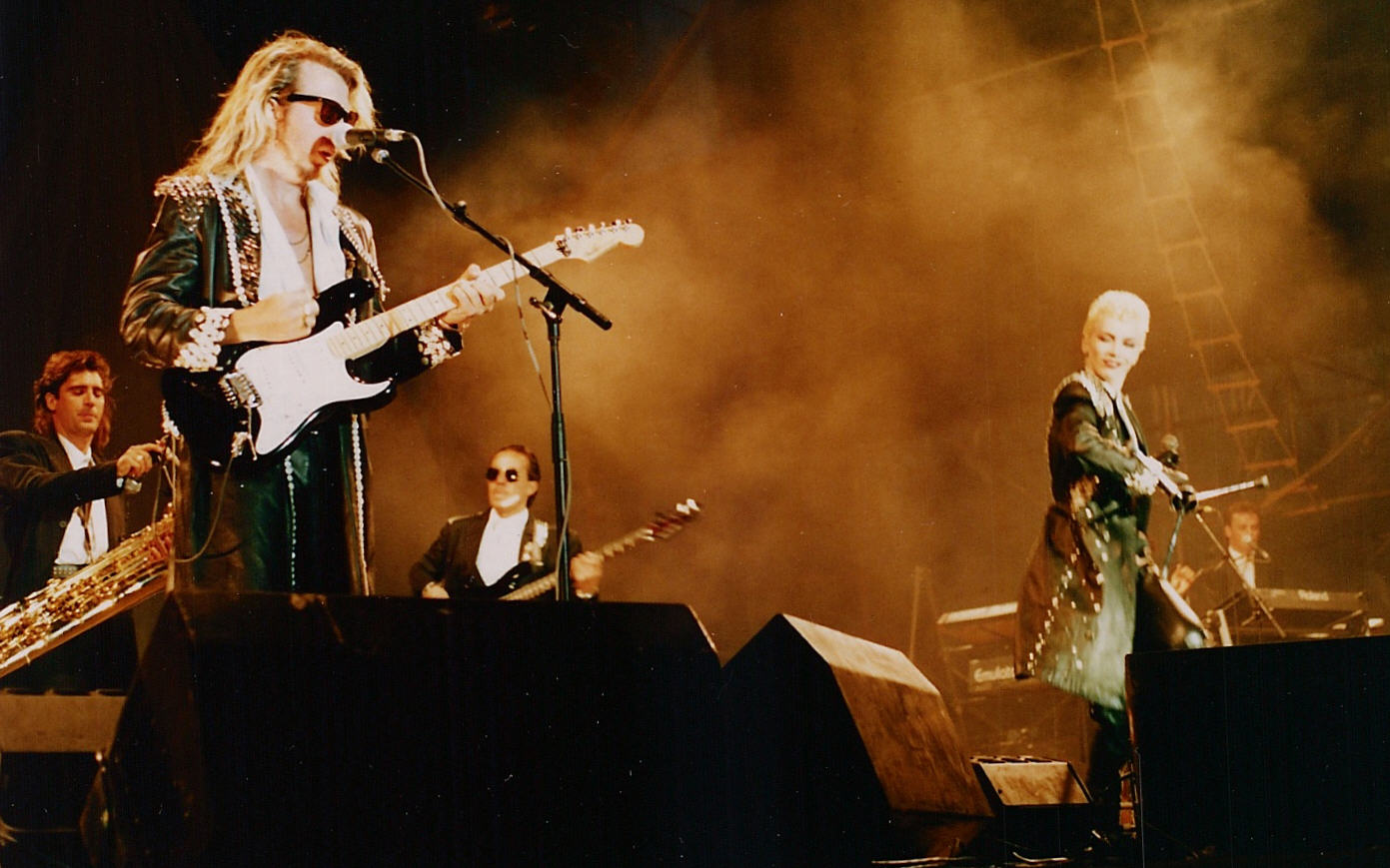
La banda Eurythmics, una influencia en las grabaciones de Loose.

De acuerdo con un reporte de Universal Music Canada, Furtado citó «el escalofriante sonido pop de teclado» de la banda Eurythmics, especialmente de su canción «Here Comes the Rain Again» como una influencia en las grabaciones de Loose. Además, comentó que «no estoy al 100% segura de [que habla "Here Comes the Rain Again"], pero siempre me lleva lejos hacia otro lugar, y me encanta». Asimismo, dijo que «incluso cuando compuse "Say It Right" realmente no sabía de que trataba, pero captura la sensación que tuve cuando la escribí y se conecta con otra esfera». En una entrevista con el programa Wetten dass..?, comentó que es una de sus pistas favoritas de Loose porque «es mágica. Tiene un misterio, que no he descubierto [y un] giro inquietante». También añadió que es «una de sus favoritas para interpretar [en vivo]». En una entrevista con The Huffington Post, dijo que «Say It Right» era su canción favorita dentro de su primer álbum recopilatorio, The Best of Nelly Furtado, y comentó que «logra ser muy pop y muy inquietante al mismo tiempo». En 2010, la cantante comentó a BBC News que era su pista que tuvo más éxito de lo que esperó y dijo que: 

Lo que todavía me deja perpleja es que aún no puedo encontrar las palabras para explicar de qué se trata. Creo que tal vez es sobre el abandono personal y visceral. Lanzarse dentro de algo sin restricciones. Tiene un misterio- que es algo que siempre quise hacer con una canción pop. Cuando Timbaland y yo creamos Loose, estábamos realmente inspirados por Eurythmics y canciones como «Sweet Dreams». Pistas que son definitivamente pop, pero que te llevan dentro de cierto estados de ánimo abstractos. Y pienso que "Say It Right" tiene esa cualidad. Es muy inquietante.

## Recepción

### Comentarios de la crítica y nominaciones
«Say It Right» recibió comentarios en su mayoría positivos por parte los críticos. La revista Billboard la llamó «una interpretación contemporánea con influencias de [la banda] Pussycat Dolls». También dijo que es «perfectamente adecuada [para ser sencillo] pero apenas tiene la sustancia de una leyenda urbana». Bill Lamb de About.com la ubicó en la posición 26 de las mejores canciones de 2006. En su revisión de la pista, la calificó con cuatro de cinco estrellas y comentó que «con "Say It Right", varios fanáticos de la música pop probablemente tomarán un segundo vistazo al comprar [el disco]». Lamb dijo que la percusión de Timbaland era un punto a favor pero que «las letras obtusas y elípticas» eran uno en contra. Por su parte, IGN la llamó «otro retroceso a los 80 [que] suena como algo extraído del período de Dancing on the Ceiling de Lionel Richie» y comentó que «Furtado se deja llevar por el estribillo más hipnótico, haciéndolo uno de los momentos más brillantes del álbum. Naturalmente, este impulso es rápidamente hecho pedazos por el burbujeante pop sucio "Do It"». The New York Times escribió que: 

"Say It Right" construye un ritmo a base de tambores penetrantes y voces etéreas multigrabadas y Furtado canta un estribillo melancólico que ella misma no se acaba de creer. Si se escucha con atención tras el tercer verso se le oye contar durante el siguiente estribillo, pero nunca llega al final. En su lugar, el sonido de fondo aumenta de volumen para disolverse lentamente a continuación, al igual que terminan a menudo tanto las mejores como las peores noches fuera.

Stephen Thomas Erlewine de Allmusic dijo que «[las] palabras [de Furtado] poco a poco pasan a primer plano, como en "Say It Right"- una pieza oscura y meditativa que podría haber estado en sus álbumes anteriores si no hubiese sido producida por Timbaland». DJ Z del sitio DJBooth.net comentó que «"Say It Right" es el único sencillo en el mundo que puede funcionar en un club en Manhattan y en un safari a través de la región de los nativos». Por otro lado, la página web La Higuera lo llamó «uno de sus favoritos [de Loose]» y dijo que en él había «momentos mágicos». Monnie del sitio Helium afirmó que era «su canción favorita [del disco]», la nombró «bella minimalista» y añadió que «tiene un ritmo muy básico pero poderoso, una melodía para morir y letras tan básicas pero profundas». The Northern Light dijo que:

"Say It Right" es una gema y tiene los clásicos tambores de Timbaland, suves campanas y un coro con sintetizadores que realmente permite que Nelly brille. Sus letras lentas y atrofiadas dan una honesta, pero cautelosa oferta de ella misma. Las voces de fondo se destacan debido a la producción ligera, dándole un sonido sin pulir que se agrega al sentimiento de honestidad en la pista.

Neonlimelight la nombró «una casi perfecta obra pop», mientras que Dorian Lynskey de The Guardian comentó que «[Furtado] canturrea conmovedoramente en la balada subestimada "Say It Right"». Contact Music la llamó «obsesionante», mientras que la página Hipersónica dijo que era un tema «muy disfrutable», «entretenido» y «uno de los más salvables de Loose». James Kiss de Blogcritcs, luego de decir que el disco contenía pistas comerciales, afirmó que: «Hay algunas canciones que disfruté. [Son] "All Good Things (Come to an End)", "Say It Right" y "Maneater", que tienen un sonido muy diferente pero poseen un estribillo salvaje y divertido. Estas pistas son ecos distantes de lo que [como era y sonaba] la música de Nelly Furtado». Julianne Shepherd de MTV News la llamó «una balada de ensueño» que «transmite la misma introspección de sus álbumes anteriores». En su revisión de The Best of Nelly Furtado, el sitio 2oceansvibe dijo que las canciones que Nelly hizo para Loose fueron increíbles, especialmente «Say It Right», «All Good Things (Come to an End)» y «Promiscuous». En enero de 2007, Tom Breihan de The Village Voice la nombró una de las mejores nuevos sencillos de ese mes. Asimismo, Breihan afirmó que «Furtado suena como si estuviera cantando un dueto con un volcán- ella no puede superarlo, así que deja que su voz flote perezosamente sobre el fuego». Pese a esto, criticó la producción del tema, ya que dijo: «[Han pasado] diez años después de "One in a Million" de Aaliyah, [y] Timbaland aún usa el mismo sintetizador pesado y difícil, [la misma] programación de tambores, pero el resto del mundo pop aún no se ha puesto al día. Aquí, Tim canaliza algo de Peter Gabriel de finales de los 90». Además, MusicOMH la llamó «bastante olvidable, salvada solamente por la excelente producción uniforme de Timbaland». De la misma manera, el sitio Last.fm hizo su lista de las canciones más borradas por los suscriptores de su sitio, donde la canción estuvo en la segunda posición, sólo detrás de «Gimme More» de Britney Spears. La página Dancemusic.About.com ubicó a «Say It Right» en la novena posición de su Top 100 Club Chart de 2007. El sencillo recibió una nominación a la mejor interpretación femenina vocal de pop en la 50.ª entrega de los Premios Grammy, pero perdió por «Rehab» de Amy Winehouse. En los ASCAP Pop Music Awards de 2008, ganó uno de los premios en la categoría de canción más interpretada. Además, ganó el galardón a mejor canción pop dance en la 23.ª entrega de los International Dance Music Awards.

### Desempeño comercial
«Say It Right» tuvo una buena recepción comercial, ya que logró liderar las principales listas de ocho países. En Norteamérica, logró ingresar en los conteos de Canadá y Estados Unidos. En la semana del 18 de noviembre de 2006, debutó en la posición 22 de la lista Bubbling Under Hot 100. En la siguiente semana, ingresó en la casilla 93 del Billboard Hot 100. En su semana 14 alcanzó el primer puesto, desbancando a «Irreplaceable» de Beyoncé, el cual había permanecido diez semanas en la primera casilla. Además, se convirtió en el segundo número uno de Furtado en ese conteo, después de «Promiscuous». Permaneció en la lista treinta semanas; una de ellas en la primera casilla y otras catorce en los diez primeros. A finales de 2007, se ubicó en la novena posición del conteo anual del Billboard Hot 100. Además, contribuyó a que las ventas de Loose subieran y que este regresara al top 10 del Billboard 200. De acuerdo con Nielsen Broadcast Data System (BDS), «Say It Right» fue la segunda canción más sonada en las radios estadounidenses en 2007, con 364 000 reproducciones hasta el 2 de diciembre. La revista R&R la colocó en la cuarta casilla de su lista de las 100 canciones más sonadas del año. Por su parte, la radio de Nueva Jersey Z100 la ubicó en el puesto 95 de las 100 canciones pop del 2006, mientras que en el siguiente año la colocó en la sexta posición. Por otro lado, la Recording Industry Association of America (RIAA) la certificó con un disco de platino, por la venta de más de un millón de ringtones. También lideró los conteos Pop Songs, Pop 100 y Hot Dance Club Songs. En octubre de 2012, en la celebración de los veinte años del ranking Pop Songs, la revista Billboard organizó su lista de los 100 sencillos con más audiencia en la radio mainstream estadounidense —radio en la que se basa la lista Pop Songs— durante los últimos veinte años (1992-2012), donde «Say It Right» estuvo en la posición 82. En el conteo también estuvo incluida «Promiscuous» en el número 68.
En Canadá también tuvo una buena recepción. Alcanzó la quinta casilla en el Canadian Hot 100 y permaneció veintitrés semanas dentro. Por otro lado, llegó al primer puesto del ranking Canadian Digital Singles. Además, de acuerdo con BDS, fue la cuarta canción más reproducida del año en Canadá, con alrededor de 56 000 detecciones.
En Europa ingresó a varias listas de los países, entre ellas el European Hot 100, donde alcanzó la posición 2 en la semana del 9 de junio de 2007, detrás de «Beautiful Liar» de Beyoncé y Shakira. Además, fue la canción más exitosa del año en la radioemisora báltica European Hit Radio. En el Reino Unido entró en la casilla 37 del conteo UK Singles Chart en el 10 de febrero de 2007. En la semana del 17 de marzo llegó hasta el décimo puesto. Con esto se convirtió en el primer sencillo de la era digital en entrar en el top 10 de la lista sin haber sido lanzado en formato físico. En total, permaneció treinta y siete semanas en el ranking. En Francia ingresó en el primer puesto de la lista France Singles Chart el 30 de mayo de 2007, con 7 100 copias vendidas. En Alemania debutó en la casilla número 2 del conteo German Singles Chart, donde permaneció nueve semanas no consecutivas. Además, fue la tercera canción más exitosa del país en 2007. Asimismo, se ubicó en la trigésima segunda posición de la lista de los sencillos más exitosos de Alemania en la década de 2000. En República Checa lideró el conteo Top 100 oficialni por diecisiete semanas consecutivas. En Suiza alcanzó el número uno del Swiss Singles Chart en la semana del 18 de marzo de 2007, donde se mantuvo por cuatro ediciones no consecutivas. En Austria llegó hasta la segunda posición en la lista Austrian Singles Chart en la edición del 20 de abril. En Rumania alcanzó el primer puesto del ranking Romanian Top 100, mientras que lideró la lista de las 100 canciones más exitosas del país en ese año. También alcanzó el primer puesto en los rankings oficiales de Hungría y Eslovaquia, y estuvo en las diez primeras posiciones de los conteos de Bélgica, Dinamarca, Italia, Noruega, Países Bajos y Rusia. En España ingresó en el top 20 de las listas de descargas de canciones en la semana del 7 de enero de 2008. En la edición del 10 de marzo del mismo año llegó hasta el tercer puesto. Permaneció ochenta y un semanas dentro del conteo, recibió tres discos de platino por parte de Productores de Música de España (PROMUSICAE) y fue la séptima canción más descargada en España del 2008. En la lista de tonos originales llegó hasta el puesto número 3. En el conteo radial logró alcanzar el puesto número 4 donde permaneció por dos semanas consecutivas. Sin embargo, en algunos países no logró entrar en el top 10. En este sentido, en Irlanda alcanzó la posición 12 en el Irish Singles Chart, mientras que en Grecia llegó hasta la vigésima cuarta casilla. En Suecia logró alcanzar el puesto 11 del Sverigetopplistan y recibió un disco de oro por parte de la IFPI de Suecia. Por otro lado, llegó hasta la posición 15 en el Finnish Singles Chart.
En Oceanía tuvo también un buen rendimiento. En Australia debutó en el puesto número 23 del Australian Singles Chart el 17 de diciembre de 2006. En la edición del 4 de febrero de 2007 alcanzó la posición 2, donde se mantuvo por tres semanas consecutivas. A finales de ese año, la ARIA la ubicó en la vigésima quinta casilla de las canciones más vendidas del año en Australia y la certificó con un disco de platino. En Nueva Zelanda ingresó en puesto número 9 de la lista RIANZ Top 40 el 18 de diciembre de 2006. En la edición del 15 de enero de 2007 llegó a la primera casilla. Con esto se convirtió en el tercer sencillo número uno de Furtado en ese ranking, después de «Turn Off the Light» (2001) y «Promiscuous» (2006).

## Videoclip

### Antecedentes y trama

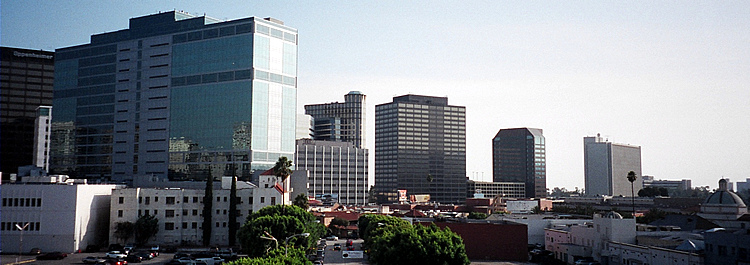
El videoclip de «Say It Right» fue filmado en Los Ángeles (California) a finales de octubre de 2006. En la imagen, horizonte de Westwood, un distrito de la ciudad.

El dúo británico Rankin & Chris dirigieron el videoclip de «Say It Right» y lo filmaron en Los Ángeles (California) a finales de octubre de 2006. Fue filmado simultáneamente con el vídeo de «All Good Things (Come to an End)» y cuenta con la participación de Timbaland. En una entrevista con MTV, Furtado lo llamó su «primera cosa de acción» desde el vídeo de su sencillo debut «I'm Like a Bird» y comentó que «Tuve mi propio helicóptero en la pista de aterrizaje, [donde] despego y regreso. Es totalmente un momento de una estrella de rock. Es tan icónico». También confesó que los directores querían que ella fuera más como una estrella de rock, por lo que le pidieron que usara una chaqueta de cuero, pero la cantante en cambio quería lucir mejor y añadió: «Estaba como "de ninguna manera". Si iba a salir de un helicóptero, quería vestir un vestido sensual. Es lo que lo hace genial». Por otro lado, dijo que el clip de «Say It Right» le recuerda a los viejos vídeos de Eurythmics, gracias a como interactuó con Timbaland y añadió que

las escenas de Tim y yo me recuerdan la extraña relación que Annie [Lennox] y Dave [Stewart] tenían, donde... recibes ese ambiente intenso del mismo. Y Tim y yo, [que] somos compañeros, vibramos en un serio nivel creativo, así que el vídeo captura esa energía. Es todo un retroceso a los 80, como, el lado más surreal.

El diseñador australiano Alex Perry diseñó el minivestido de cóctel con plumas que la cantante usa en el principio del clip. Perry comentó a The Daily Telegraph que lo hizo, junto a otro vestido, específicamente para Furtado y dijo que «es tan genial porque ella experimenta un poco la modernización de lo que era su imagen previa, se vuelve un poco más sensual y glamorosa». El 6 de noviembre de 2006, MTV estrenó el videoclip en el programa Total Request Live (TRL), mientras que Geffen Records lo publicó el mismo día en iTunes Store. Por su parte, la intérprete lo publicó en su página web el 22 de noviembre, y lo incluyó en su DVD Loose Mini DVD. En 2010, la cantante habló con BBC News y afirmó que el vídeo de «Say It Right» era uno de sus mejores clips y añadió que «realmente me gusta el vídeo de "Say It Right", porque fue dirigido por el fotógrafo británico Rankin. Él sabe crear bellos retratos- y creo que capturó la química entre Timbaland y yo muy bien».
El vídeo inicia con un helicóptero con el nombre de Furtado aterrizando en un helipuerto, donde la cantante sale. Aparece el horizonte de Los Ángeles de fondo. Después, aparecen tomas faciales de Nelly con Timbaland en un fondo blanco intercaladas con escenas de unos bailarines. En el segundo verso, aparece caminando en una calle oscura, donde después empieza a llover. El clip termina cuando Furtado regresa al helicóptero, que se va volando.

### Recibimiento
El vídeo debutó en la novena posición de la lista de MTV Total Request Live (TRL) en la edición del 8 de noviembre de 2006. Al día siguiente, abandonó el conteo. No obstante, el 14 de diciembre reingresó en la décima casilla. El 22 de enero, alcanzó el primer puesto, donde se mantuvo por dos ediciones. El vídeo fue retirado de TRL después de pasar cuarenta días en la lista. MTV lo colocó en la última casilla de su conteo de los mejores quince vídeos de 2007.
En el conteo Much Music Countdown debutó en la casilla 29 el 24 de noviembre de 2006. El 16 de febrero de 2007 llegó hasta el primer puesto. Sin embargo, en la siguiente semana bajó hasta la posición 7. En la lista Top 20 Video Countdown de VH1 llegó hasta el tercer puesto. Además, el canal lo ubicó en la séptima posición de su lista de los mejores cuarenta vídeos de 2007. En noviembre de 2007, MTV Internacional certificó a «Say It Right» como vídeo de platino, al tener más de 6 000 reproducciones en los canales de MTV.
La página Kovideo comentó que «"Say It Right" es un vídeo genial que muestra una vez más lo camaleónica que es Nelly Furtado». Por su parte, MTV dijo que:

El [vídeo] malhumorado de "Say It Right" [tiene la] característica [de mostrar] a Furtado más como una súper estrella y menos [en una] narración romántica. Ella es una mezcla entre una supermodelo y una estrella de rock, posando para tomas glamorosas mientras espera que su helicóptero la lleve.

También obtuvo tres nominaciones en los Much Music Video Awards en las categorías de Muchmoremusic, vídeo favorito de un artista canadiense y mejor vídeo internacional por un artista o grupo canadiense, pero perdió ante «Far Away» de Nickelback en la primera y por «Girlfriend» de Avril Lavigne en las últimas dos. En los MTV Video Music Awards de 2007, los vídeos de «Say It Right» y «Maneater» le valieron una nominación a Furtado para artista femenina del año, pero perdió ante Fergie.

## Interpretaciones en directo

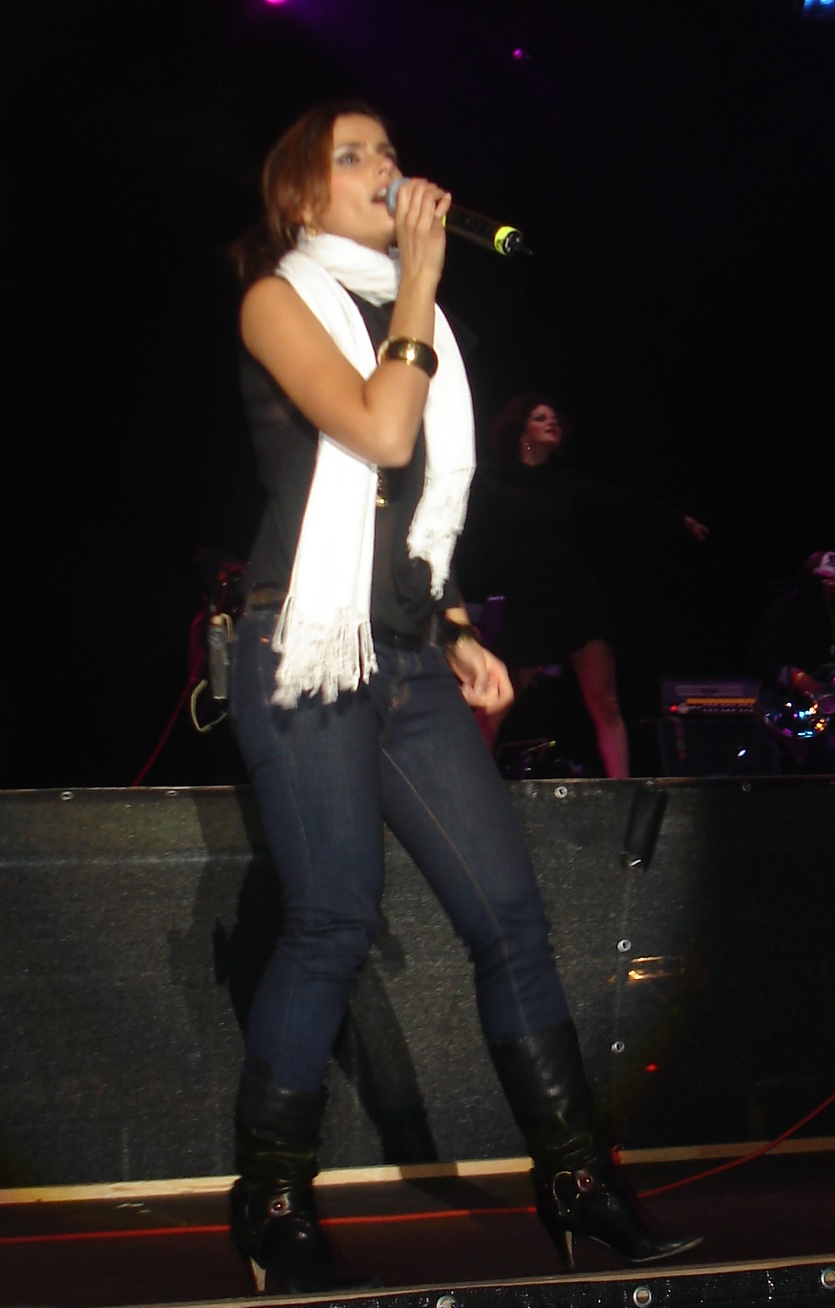
Furtado en su presentación Rock am Ring.

El 2 de junio de 2006, Furtado se presentó en el Rock am Ring, donde interpretó la canción. El 25 de septiembre de 2006 la cantó en TRL. En ese mismo mes la presentó en una sesión en vivo para Artist Direct, junto con «All Good Things», «Maneater» y «Promiscuous». Asimismo, la interpretó en los American Music Awards de 2006, donde apareció con un vestido blanco.
El 23 de febrero de 2007 la cantó junto a «Promiscuous» en el serial televisivo de ABC One Life to Live. En marzo la presentó en el programa Wetten Dass?. El 30 de mayo de ese año, Furtado inició su gira Get Loose Tour. El 7 de junio, como parte de la gira, interpretó la canción en el Madison Square Garden con la ayuda de una banda de apoyo y de Saukrates, quien recitó los versos cantados por Timbaland. La cantante incluyó una de las presentaciones del tema en su CD/DVD Loose: The Concert. El 1 de julio de 2007 la cantó con «Maneater» y «I'm Like a Bird» en el Concierto para Diana. En 2008 se presentó en el XLIX Festival Internacional de la Canción de Viña del Mar de 2008, donde lució un vestido amarillo. Inició su presentación interpretando «Say It Right», que llamó la atención de las quince mil personas presentes. Posteriormente, cantó «Te busqué», «Fotografía», «Turn Off the Light», «Powerless (Say What You Want)», «I'm Like a Bird», «In God's Hands» y «Promiscuous». La audiencia del evento pidió que se premiara a Furtado con la Antorcha de Plata, la Antorcha de Oro y la Gaviota de Plata. Gracias a esto, la cantante le obsequió rosas rojas al público y declaró:

[Los premios] representan el apoyo del público, los voy a cuidar mucho y los voy a poner junto a mi Grammy. Este día es muy importante para mí, es el inicio de algo.

A mediados de 2009 la interpretó en unas Sesiones @ AOL. El 5 de febrero de 2010 la cantó en el Pepsi Musica Super Bowl Fan Jam, junto a sus canciones «Más», «Manos al aire», «I'm Like a Bird» y «Maneater». El 17 de marzo la presentó en México, como parte de su gira Mi Plan Tour. El 24 de marzo la interpretó en el programa Big Brother Brazil, con «I'm Like a Bird», «Turn Off the Light», «Try» y «Força». En esa misma semana se presentó en las ciudades de Porto Alegre, Sao Paulo y Río de Janeiro como parte del tour. En octubre del mismo año la cantó en una sesión de Walmart. El 21 de mayo de 2012 la interpretó en el programa KTLA 5 junto con «Big Hoops (Bigger the Better)». El 26 de mayo de 2012 interpretó una versión acústica de la canción en la radioemisora de Los Ángeles KIIS 102.7 FM. En ese mes, la cantante se presentó en Gotemburgo (Suecia) para interpretarla en el MTV World Stage. En julio la cantó junto a «Parking Lot», «Big Hoops (Biggest the Better)», «Maneater» y «Turn Off the Lights» en unas Sesiones @ AOL.

## Uso en los medios, remezclas y versiones de otros artistas

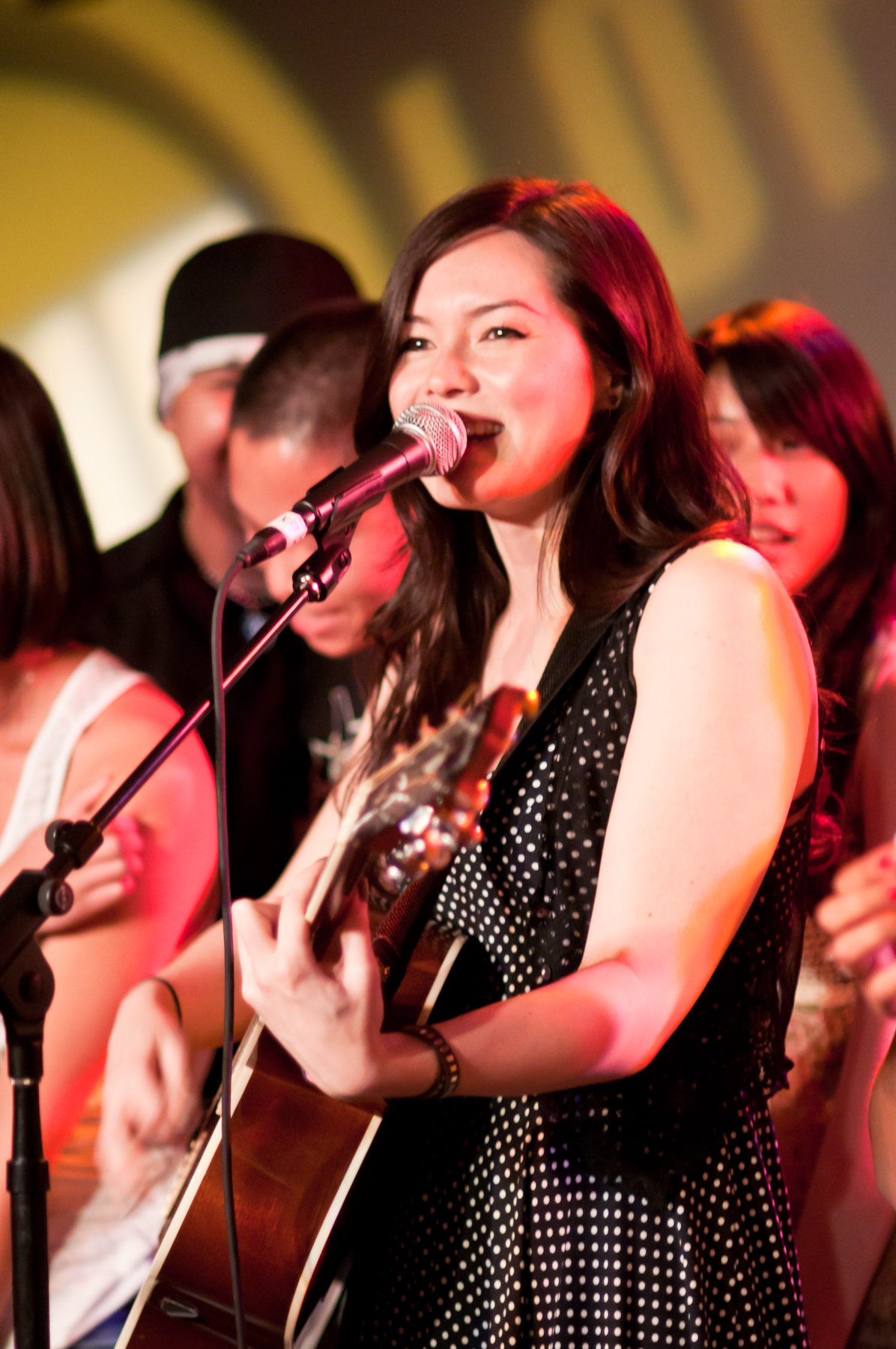
Marié Digby publicó su versión en su canal de YouTube.

La serie de MTV The Hills utilizó a «Say It Right» en el episodio de la segunda temporada, «Who Do You Trust?». También fue reproducida en la ceremonia introductoria del certamen Miss Universo 2007. Peter Rauhofer, Manage Music, Dummies Club y Friscia & Lamboy produjeron remezclas de la canción, que fueron incluidas en un EP lanzado en iTunes. Juan Martínez, el A&R que enlistó los productores de las remezclas de cada canción de Loose, dijo que las remezclas de «Say It Right» tuvieron «la reacción más fuerte». Bloc Party hizo su versión del tema en el show radial de Jo Whiley en abril de 2007, mientras que Marié Digby publicó su versión el 20 de mayo del mismo año en su canal de YouTube. El DJ sueco Stefski hizo una remezcla de la canción y la tituló «Say It Again». Idolator dijo que Stefski «ha retrasado la fecha de caducidad [de la canción] al menos unas pocas semanas, al pasar por hielo el acompañamiento de fondo y hacer que Nelly suene más fresca». Por su parte, Pitchfork Media afirmó que «Stefsky no convierte este número lento a una pista bailable, pero [...] lo transforma en una fresca balada espacial futurística que no hemos parado de reproducir». Además, Discobelle comentó que «Aquí [en la remezcla, Stefsky] hace que Nelly Furtado suene como si estuviese en la cama con The Knife».
El cantante Sheldon hizo su versión de la canción, la cual quedó incluida en el disco Boys Will Be Boys, Vol. 4. El grupo When We Where 21 versionó el tema y lo publicó en su cuenta de MySpace el 4 de diciembre de 2010. La cantante australiana Whyte Fang publicó en 2011 su versión de «Say It Right». El tema tiene un sonido house, mientras que la cantante reemplazó las voces de fondo de Timbaland por tambores de acero. Greg Duncan, de Cover Me, dijo que «[Whyte Fang] toma un menor enfoque en el ritmo pesado a la canción. En cambio, maniobra un fondo espléndido de arpegiados tonos de teclado para apoyar su voz cargada de ecos». El grupo Joy Electric incluyó su versión en su disco Favorites at Play. En su revisión del álbum, el sitio Indie Vision Music comentó que «[la canción] es rara [...] tiene la sensación de una casa embrujada y recuerda a los niveles de las casas fantasmas de Mario Bros». La banda Civil War —integrada por antiguos miembros de Sabaton— incluyeron su versión de la canción en su EP debut Civil War.

## Formatos
- CD de audio

| «Say It Right» —Sencillo |                                          |          |  |
| N.º                      | Título                                   | Duración |  |
| 1.                       | «Say It Right» (Radio Edit)              |          |  |
| 2.                       | «Maneater» (Radio 1 Live Lounge Session) |          |  |

- Descarga digital

| «Say It Right» —Sencillo (Reino Unido) |                             |          |  |
| N.º                                    | Título                      | Duración |  |
| 1.                                     | «Say It Right» (Radio Edit) | 3:38     |  |
| 2.                                     | «What I Wanted»             | 3:53     |  |
| 3.                                     | «Say It Right» (en vivo)    | 4:31     |  |

| Say It Right —EP (España e Irlanda) |                                       |          |  |
| N.º                                 | Título                                | Duración |  |
| 1.                                  | «Say It Right» (Radio Edit)           | 3:34     |  |
| 2.                                  | «What I Wanted»                       | 3:53     |  |
| 3.                                  | «Say It Right» (Peter Rauhofer Remix) | 8:33     |  |

| Say It Right Remixes —EP |                                                         |          |  |
| N.º                      | Título                                                  | Duración |  |
| 1.                       | «Say It Right» (Peter Rauhofer Remix)                   | 8:33     |  |
| 2.                       | «Say It Right» (Menage Music Remix)                     | 6:24     |  |
| 3.                       | «Say It Right» (Dummies Club Mix)                       | 7:24     |  |
| 4.                       | «Say It Right» (Friscia & Lamboy Electrotribe Club Mix) | 9:49     |  |

- Sencillo en CD

| «Say It Right» —Sencillo (Europa) |                             |          |  |
| N.º                               | Título                      | Duración |  |
| 1.                                | «Say It Right» (Radio edit) | 3:35     |  |
| 2.                                | «What I Wanted»             | 3:53     |  |

- Maxi sencillo

| «Say It Right» —Sencillo |                                              |          |  |
| N.º                      | Título                                       | Duración |  |
| 1.                       | «Say It Right» (Radio edit)                  | 3:35     |  |
| 2.                       | «What I Wanted»                              | 3:54     |  |
| 3.                       | «Say It Right» (Peter Rauhofer Remix Part 1) | 8:33     |  |
| 4.                       | «Say It Right» (Vídeo)                       |          |  |

## Posiciones

### Semanales
| Alemania        | German Singles Chart             | 2  |
| Australia       | Australian Singles Chart         | 2  |
| Australia       | ARIA Top 100 Physical Singles    | 3  |
| Australia       | ARIA Digital Tracks              | 4  |
| Australia       | ARIA Urban Singles Chart         | 2  |
| Austria         | Ö3 Austria Top 40                | 2  |
| Bélgica (FL)    | Ultratop 50                      | 5  |
| Bélgica (VL)    | Ultratop 40                      | 7  |
| Canadá          | Canadian Hot 100                 | 5  |
| Canadá          | Canadian Digital Singles         | 1  |
| Dinamarca       | Hitlisten                        | 3  |
| Dinamarca       | Airplay Top 20                   | 3  |
| Eslovaquia      | Top 100 Oficiálna                | 1  |
| España          | Listas de descargas de canciones | 3  |
| España          | Lista de tonos originales        | 3  |
| España          | Top 20-Lista de radio            | 4  |
| Estados Unidos  | Billboard Hot 100                | 1  |
| Estados Unidos  | Pop Songs                        | 1  |
| Estados Unidos  | Pop 100                          | 1  |
| Estados Unidos  | Digital Songs                    | 2  |
| Estados Unidos  | Adult Pop Songs                  | 2  |
| Estados Unidos  | Radio Songs                      | 4  |
| Estados Unidos  | Hot Digital Tracks               | 2  |
| Estados Unidos  | Hot Dance Club Songs             | 1  |
| Estados Unidos  | Pop 100 Airplay                  | 1  |
| Finlandia       | Finnish Singles Chart            | 15 |
| Francia         | French Singles Chart             | 1  |
| Grecia          | Top 50 Singles                   | 24 |
| Hungría         | Rádiós Top 40                    | 1  |
| Hungría         | Dance Top 40                     | 3  |
| Irlanda         | Irish Singles Chart              | 12 |
| Italia          | Italian Singles Chart            | 3  |
| Noruega         | VG-lista                         | 2  |
| Nueva Zelanda   | RIANZ Top 40                     | 1  |
| Países Bajos    | Single Top 100                   | 2  |
| Polonia         | Poland Top 5                     | 1  |
| Reino Unido     | UK Singles Chart                 | 10 |
| República Checa | Top 100 Oficialni                | 1  |
| Rumania         | Romanian Top 100                 | 1  |
| Rusia           | Top Hit                          | 6  |
| Suecia          | Sverigetopplistan                | 11 |
| Suiza           | Swiss Singles Charts             | 1  |
| Europa          | European Hot 100                 | 2  |

#### Sucesión en listas
| Predecesor: «Smack That» de Akon y Eminem                                                       | RIANZ Top 40 — Sencillo número uno 15 de enero de 2007 — 22 de enero de 2007                                                                                          | Sucesor: «Smack That» de Akon y Eminem                                                                         |
| Predecesor: «Irreplaceable» de Beyoncé                                                          | Billboard Hot 100 — Sencillo número uno 24 de febrero de 2007 — 3 de marzo de 2007                                                                                    | Sucesor: «What Goes Around... Comes Around» de Justin Timberlake                                               |
| Predecesor: «Irreplaceable» de Beyoncé                                                          | Pop Songs — Sencillo número uno 24 de febrero de 2007 — 24 de marzo de 2007                                                                                           | Sucesor: «What Goes Around... Comes Around» de Justin Timberlake                                               |
| Predecesor: «Irreplaceable» de Beyoncé                                                          | Hot Dance Club Songs — Sencillo número uno 17 de marzo de 2007 — 24 de marzo de 2007                                                                                  | Sucesor: «And I Am Telling You I'm Not Going» de Jennifer Hudson                                               |
| Predecesor: «All Good Things (Come to an End)» de Nelly Furtado «Qué hiciste» de Jennifer López | Swiss Singles Chart — Sencillo número uno 11 de marzo de 2007 — 25 de marzo de 2007 1 de abril de 2007 — 8 de abril de 2007 15 de abril de 2007 — 29 de abril de 2007 | Sucesor: «Qué hiciste» de Jennifer López «Qué hiciste» de Jennifer López «Beautiful Liar» de Beyoncé y Shakira |
| Predecesor: «Hit me up» de Gia Farrell «All Good Things (Come to an End)» de Nelly Furtado      | Hungarian Singles Chart — Sencillo número uno 8 de abril de 2007 — 7 de mayo de 2007 14 de mayo de 2007 — 21 de mayo de 2007                                          | Sucesor: «All Good Things (Come to an End)» de Nelly Furtado                                                   |
| Predecesor: «On s'attache» de Christophe Maé                                                    | French Singles Chart — Sencillo número uno 26 de mayo de 2007 — 2 de junio de 2007                                                                                    | Sucesor: «Double Je» de Christophe Willem                                                                      |

### Certificaciones
| País           | Organismo certificador | Certificación          | Simbolización | Ref.            |
| -------------- | ---------------------- | ---------------------- | ------------- | --------------- |
| Alemania       | BVMI                   | Platino                | ▲             | [ 201 ]         |
| Australia      | ARIA                   | Platino                | ▲             | [ 129 ]         |
| Bélgica        | BEA                    | Oro                    | ●             | [ 202 ]         |
| Dinamarca      | IFPI                   | Platino                | ▲             | [ 203 ] [ 204 ] |
| España         | PROMUSICAE             | 3× Platino             | 3▲            | [ 117 ]         |
| España         | PROMUSICAE             | 3× Platino (Ringtones) | 3▲            | [ 205 ]         |
| Estados Unidos | RIAA                   | Platino (Ringtones)    | ▲             | [ 82 ]          |
| México         | AMPROFON               | Platino                | ▲             | [ 206 ]         |
| Noruega        | IFPI                   | Platino                | ▲             | [ 207 ]         |
| Nueva Zelanda  | RIANZ                  | Platino                | ▲             | [ 208 ]         |
| Reino Unido    | BPI                    | Plata                  | ♦             | [ 209 ]         |
| Suecia         | IFPI                   | Oro                    | ●             | [ 125 ]         |
| Suiza          | IFPI                   | Oro                    | ●             | [ 210 ]         |

### Anuales
| País           | Lista                          | Mejor posición |      |      |      |      |      |
| 2006           | 2006                           | 2006           | 2006 | 2006 | 2006 | 2006 | 2006 |
| -------------- | ------------------------------ | -------------- | ---- | ---- | ---- | ---- | ---- |
| Alemania       | German Singles Chart           | 3              |      |      |      |      |      |
| Australia      | Australian Singles Chart       | 25             |      |      |      |      |      |
| Australia      | ARIA Top 50 Digital            | 38             |      |      |      |      |      |
| Austria        | Austrian Singles Chart         | 6              |      |      |      |      |      |
| Bélgica (FL)   | Ultratop 50                    | 17             |      |      |      |      |      |
| Bélgica (VL)   | Ultratop 40                    | 28             |      |      |      |      |      |
| Estados Unidos | Billboard Hot 100              | 9              |      |      |      |      |      |
| Estados Unidos | Digital Songs                  | 13             |      |      |      |      |      |
| Estados Unidos | Pop 100                        | 5              |      |      |      |      |      |
| Estados Unidos | Adult Pop Songs                | 9              |      |      |      |      |      |
| Estados Unidos | Hot Dance Club Songs           | 3              |      |      |      |      |      |
| Estados Unidos | Radio Songs                    | 8              |      |      |      |      |      |
| Estados Unidos | Hot Digital Tracks             | 8              |      |      |      |      |      |
| Estados Unidos | Pop 100 Airplay                | 2              |      |      |      |      |      |
| Finlandia      | Finnish Singles Chart          | 9              |      |      |      |      |      |
| Francia        | French Singles Chart           | 24             |      |      |      |      |      |
| Hungría        | Rádiós Top 40                  | 2              |      |      |      |      |      |
| Italia         | Italian Singles Chart          | 29             |      |      |      |      |      |
| Nueva Zelanda  | RIANZ Top 40                   | 22             |      |      |      |      |      |
| Países Bajos   | Single Top 100                 | 12             |      |      |      |      |      |
| Reino Unido    | UK Singles Chart               | 29             |      |      |      |      |      |
| Rumania        | Romanian Top 100               | 1              |      |      |      |      |      |
| Suecia         | Sverigetopplistan              | 36             |      |      |      |      |      |
| Suiza          | Swiss Singles Chart            | 3              |      |      |      |      |      |
| Europa         | European Hot 100               | 4              |      |      |      |      |      |
| 2008           |                                |                |      |      |      |      |      |
| España         | Lista de descarga de canciones | 7              |      |      |      |      |      |
| España         | Lista de Radio                 | 6              |      |      |      |      |      |

### Listas de fin de década
| País           | Lista                  | Posición |
| -------------- | ---------------------- | -------- |
| Alemania       | German Singles Chart   | 32       |
| Austria        | Austrian Singles Chart | 39       |
| Estados Unidos | Digital Songs          | 87       |
| Estados Unidos | Dance Club Play Songs  | 30       |
| Estados Unidos | Pop Songs              | 19       |

## Créditos y personal
- composición: Nelly Furtado, Timbaland y Danja
- producción: Timbaland y Danja
- Tambores: Timbaland
- Teclados: Danja
- Guitarra: Kevin Rudolf
- Voces de fondo: Nelly Furtado, Timbaland y Jim Beanz

- Grabado y mezclado en: The Hit Factory, Miami (Florida)[237]

Fuente: Discogs y Ecover.

## Premios y nominaciones
| Año  | Ceremonia de premiación         | Premio                                        | Resultado | Ref.          |
| ---- | ------------------------------- | --------------------------------------------- | --------- | ------------- |
| 2007 | MuchMusic Awards                | Mejor vídeo internacional por un canadiense   | Nominada  | [ 25 ] [ 26 ] |
| 2007 | MuchMusic Awards                | Elección popular: Artista canadiense favorito | Nominada  | [ 25 ] [ 26 ] |
| 2007 | MuchMusic Awards                | MuchMoreMusic Award                           | Nominada  | [ 25 ] [ 26 ] |
| 2008 | Premios Grammy                  | Mejor interpretación femenina vocal de pop    | Nominada  | [ 71 ]        |
| 2008 | ASCAP Awards                    | Canción más interpretada                      | Ganadora  | [ 72 ]        |
| 2008 | International Dance Music Award | Mejor canción pop dance                       | Ganadora  | [ 73 ]        |

## Historial de lanzamientos
| País           | Fecha                  | Formato          | Ref.            |
| -------------- | ---------------------- | ---------------- | --------------- |
| Estados Unidos | 30 de octubre de 2006  | Radio            | [ 4 ]           |
| Canadá         | 1 de diciembre de 2006 | CD de audio      | [ 34 ]          |
| Australia      | 2 de diciembre de 2006 | Descarga digital | [ 35 ]          |
| Nueva Zelanda  | 2 de diciembre de 2006 | Descarga digital | [ 36 ]          |
| Estados Unidos | 16 de enero de 2007    | CD de audio      | [ 33 ]          |
| España         | 1 de febrero de 2007   | Descarga digital | [ 37 ]          |
| Irlanda        | 1 de febrero de 2007   | Descarga digital | [ 38 ]          |
| Alemania       | 2 de marzo de 2007     | Maxisencillo     | [ 98 ]          |
| Alemania       | 2 de marzo de 2007     | Sencillo en CD   | [ 98 ]          |
| Italia         | 2 de marzo de 2007     | Maxisencillo     | [ 110 ]         |
| Italia         | 2 de marzo de 2007     | Sencillo en CD   | [ 110 ]         |
| Bélgica        | 2 de marzo de 2007     | Maxisencillo     | [ 107 ] [ 108 ] |
| Bélgica        | 2 de marzo de 2007     | Sencillo en CD   | [ 107 ] [ 108 ] |
| Suiza          | 2 de marzo de 2007     | Maxisencillo     | [ 17 ]          |
| Suiza          | 2 de marzo de 2007     | Sencillo en CD   | [ 17 ]          |
| Reino Unido    | 5 de marzo de 2007     | Descarga digital | [ 46 ]          |
| España         | 26 de marzo de 2007    | EP de remezclas  | [ 41 ]          |
| Argentina      | 26 de marzo de 2007    | EP de remezclas  | [ 238 ]         |
| Nueva Zelanda  | 26 de marzo de 2007    | EP de remezclas  | [ 42 ]          |
| Australia      | 26 de marzo de 2007    | EP de remezclas  | [ 43 ]          |
| Portugal       | 26 de marzo de 2007    | EP de remezclas  | [ 44 ]          |
| Irlanda        | 26 de marzo de 2007    | EP de remezclas  | [ 45 ]          |
| Francia        | 5 de mayo de 2007      | Sencillo en CD   | [ 239 ]         |